# Riposa in pace
Riposa in pace è un singolo della cantante italiana Ariete, pubblicato il 29 aprile 2020 come unico estratto dal primo EP Spazio.

## Tracce
Testi e musiche di Marco De Cesaris.
1. Riposa in pace – 2:36